# Schienen (Film)
Schienen (Originaltitel: Rotaie) ist ein später italienischer Stummfilm, den Mario Camerini 1929 mit der in Deutschland erfolgreichen Ungarin Käthe von Nagy und dem Italiener Maurizio D’Ancora gedreht hat.

## Handlung
Ein junges Paar, das sich vor dem Altar gegen den Willen der Eltern getraut hat, sind vor dem Druck daheim ausgebüxt und haben eine Unterkunft in einem schäbigen Hotel nahe einem Bahnhof bezogen, das sie nicht einmal bezahlen können. Bei beiden ist die Verzweiflung sehr groß, und so planen sie, in der kommenden Nacht freiwillig aus dem Leben zu scheiden. Die titelgebenden Schienen retten jedoch quasi ihr Leben, denn ein Zug, der am Hotelzimmerfenster vorbeirauscht, macht soviel Wind, dass das Fenster aufgestoßen wird und das Glas umstürzt, in dem die beiden Unglücklichen bereits das Gift für den anstehenden Freitod eingegossen hatten. Wie durch einen Wink des Schicksals begreifen die namenlose Frau und ihr Partner Giorgio, dass dies nicht der richtige Weg sein kann, und beide begeben sich auf die Straße in einer regnerischen Nacht. Auf dem ziellosen Spaziergang durch die Dunkelheit stößt das Paar auf eine mit Banknoten prall gefüllte Brieftasche. Schlagartig hat sich ihr beider Leben geändert, und man beschließt, das Geld an sich zu nehmen und nach San Remo zu fahren.
Dort will der junge Mann sein Glück strapazieren, indem er mit dem Geld das Casino betritt. Anfänglich hat er noch etwas Glück und gewinnt weiteres Geld hinzu. Bald aber zerrinnt der Gewinn zwischen den Fingern. Da tritt plötzlich mit Jacques Mercier ein weiterer Mann in beider Leben. Er gibt vor, den beiden mit einer kleinen Geldsumme beim nächsten Glücksspiel aushelfen zu wollen. Doch nach kurz aufkeimender Freude lässt der Fremde durchscheinen, dass er eine Gegenleistung verlangt, und zwar nicht weniger als eine Liebesnacht mit der jungen Frau. Nach einem Moment des Überlegens weist Giorgio Merciers unmoralisches Angebot zurück und beschließt, sein Leben endlich einmal auf solide Beine zu stellen. Wieder begibt sich das Ehepaar auf die Schienen und fährt fort von den Versuchungen einer Casinostadt. Im Zug lernen Giorgio und seine Frau arme Leute wie sie kennen, die gern mit ihnen teilen, und das sogar ganz ohne Hintergedanken. Am Zielort angekommen, sucht sich der junge Mann Arbeit in einer Fabrik.

## Produktionsnotizen
Schienen feierte seine Premiere als Stummfilm 1929, zwei Jahre darauf wurde aber auch eine Tonfilmversion in die italienischen Kinos gebracht. Eine deutsche Aufführung vor dem Zweiten Weltkrieg gab es offensichtlich nicht. Die erste nachweisbare deutsche Präsentation des Films erfolgte am 31. März 1972 im Dritten Programm des WDR-Fernsehens.
Der Deutsche Constantin J. David, zur Drehzeit Käthe von Nagys Ehemann, übernahm die Produktionsleitung.

## Kritik
„Bei ‚Rotaie‘ bewundern wir, vor allem anderen, die Technik, die in jeder Hinsicht makellos ist: die Harmonie, die Verschmelzung und die Proportionen zwischen den verschiedenen Teilen.“

„Wichtiger als die Handlung ist in diesem Film die Schilderung von Stimmungen und Situationen, von Atmosphäre und Milieu. In der italienischen Produktion in jener Zeit überrascht dieser Film durch seine Hinwendung zum Realismus und zum Alltag.“

Das Lexikon des internationalen Films nannte den Film ein „psychologisches Drama“.